# Vláda Aleksandra Ankvaba
Vláda Aleksandra Ankvaba vznikla po prezidentských volbách v Abcházii v roce 2011. Trvala až do roku 2014, kdy Aleksandr Ankvab odstoupil z funkce prezidenta poté, co vypukly nepokoje a prezident musel před rozlíceným davem uprchnout z hlavního města.

## Vývoj
- Tato vláda se až do doby rezignace Ankvaba vyznačovala velikou stabilitou na personálním poli s minimem změn. První změna přišla až po dvou letech fungování, když 16. dubna 2013 rezignoval státní komisař repatriace Zurab Adleiba, kterou prezident Ankvab přijal o dva dny později a dočasně jej nahradil jeho náměstkem Achmadem Maršanem.[1] 14. června byl do funkce komisaře repatriace jmenován nově Chrips Džopva.[2]
- 30. dubna 2013 rozšířil Ankvab tým místopředsedů vlády na tři a novým místopředsedou jmenoval poslance abchazského lidového shromáždění Beslana Ešbu.[3]
- 28. října 2013 odvolal prezident z funkce tajemníka bezpečnostní rady státu Stanislava Lakobu ,[4] a hned druhý den jmenoval do této funkce bývalého předsedu abchazského lidového shromáždění Nugzara Ašubu.[5]
- 25. prosince 2013 oznámil viceprezident Michail Logva svou rezignaci ze zdravotních důvodů.[6]

- 1. června 2014 rezignoval na svou funkci prezident Aleksandr Ankvab v důsledku politické krize a protestů opozice a obyvatel. Ve funkci ho nahradil jako úřadující prezident současný předseda abchazského lidového shromáždění Valerij Bganba. Hned druhý den odstoupil z funkce i premiér Leonid Lakerbaja, na jehož místo byl Bganbou dosazen dosavadní místopředseda vlády Vladimir Dělba.[7] 3. června rezignoval i místopředseda vlády Beslan Ešba.[8] Bganba jeho demisi ihned přijal a také rozhodl o odvolání Indiry Vardanijové z pozice první místopředsedkyně vlády.[9][10]
- 4. června rezignovali na své posty ředitel prezidentské kanceláře Beslan Kubrava a tajemník bezpečnostní rady státu Nugzar Ašuba, přičemž obvinili opozici, jež se nyní po květnových událostech chopila moci, z honu na čarodějnice a z klamání veřejnosti ohledně svých rozhodnutích.[11]
- 9. června jmenoval Bganba Astamura Taniju úřadujícím ředitelem prezidentské kanceláře a Avtandila Garckiju úřadujícím tajemníkem bezpečnostní rady státu.[12][13]
- 13. června jmenoval Bganba Beslana Butbu úřadujícím místopředsedou vlády.[14]
- 21. června nařídil Bganba přeměnit úřad pro mimořádné situace v plnohodnotné ministerstvo a šéfa úřadu Lva Kviciniju jmenoval ministrem pro mimořádné situace.[15]
- 4. srpna Bganba odvolal Otara Checiju z funkce ministra vnitra a na jeho místo dosadil jeho prvního náměstka Raula Loluu jako dočasnou náhradu.[16] Lolua byl už dříve zbaven funkce ředitele centra speciálních jednotek abchazských ozbrojených sil a pověřen neoficiálně výkonem funkce prvního místopředsedy vlády už k 9. červnu, tedy poté, co odstoupil z funkce prezident Ankvab, aby zároveň už tenkrát vykonával povinnosti Otara Checiji, jenž byl v té době až do jeho odvolání poslán na placenou dovolenou.[17]

## Seznam členů vlády
|                                                             |                                                        |                                                        |                                                        |                                                        |
| Prezidentská kancelář                                       |                                                        |                                                        |                                                        |                                                        |
| Prezident Abcházie                                          | Aleksandr Ankvab 26. září 2011 - 1. června 2014        | Aleksandr Ankvab 26. září 2011 - 1. června 2014        | Aleksandr Ankvab 26. září 2011 - 1. června 2014        | Valerij Bganba 1. června 2014 – 25. září 2014          |
| Viceprezident                                               | Michail Logva 26. září 2011 – 25. prosince 2013        | Michail Logva 26. září 2011 – 25. prosince 2013        | funkce neobsazena                                      | funkce neobsazena                                      |
| Ředitel prezidentské kanceláře                              | Beslan Kubrava 10. října 2011 - 3. června 2014         | Beslan Kubrava 10. října 2011 - 3. června 2014         | Beslan Kubrava 10. října 2011 - 3. června 2014         | Astamur Tanija 9. června – 29. září 2014               |
| Tajemník bezpečnostní rady státu                            | Stanislav Lakoba 7. prosince 2011 – 28. října 2013     | Stanislav Lakoba 7. prosince 2011 – 28. října 2013     | Nugzar Ašuba 29. října 2013 – 3. června 2014           | Avtandil Garckija 9. června – 28. října 2014           |
| Ředitel bezpečnostních složek státu                         | Aslan Bžanija 26. září 2011 – 29. září 2014            | Aslan Bžanija 26. září 2011 – 29. září 2014            | Aslan Bžanija 26. září 2011 – 29. září 2014            | Aslan Bžanija 26. září 2011 – 29. září 2014            |
| Vláda:                                                      |                                                        |                                                        |                                                        |                                                        |
| Předseda vlády                                              | Leonid Lakerbaja 27. září 2011 – 2. června 2014        | Leonid Lakerbaja 27. září 2011 – 2. června 2014        | Leonid Lakerbaja 27. září 2011 – 2. června 2014        | Vladimir Dělba 2. června – 29. září 2014               |
| První místopředseda vlády                                   | Indira Vardanijová 10. října 2011 – 3. června 2014     | Indira Vardanijová 10. října 2011 – 3. června 2014     | Indira Vardanijová 10. října 2011 – 3. června 2014     | funkce neobsazena                                      |
| Místopředsedové vlády                                       | Vladimir Dělba 10. října 2011 – 15. října 2014         | Vladimir Dělba 10. října 2011 – 15. října 2014         | Vladimir Dělba 10. října 2011 – 15. října 2014         | Vladimir Dělba 10. října 2011 – 15. října 2014         |
| Místopředsedové vlády                                       | Aleksandr Straničkin 10. října 2011 – 15. října 2014   |                                                        |                                                        |                                                        |
| Místopředsedové vlády                                       | funkce neobsazena                                      | Beslan Ešba 30. dubna 2013 – 3. června 2014            | Beslan Ešba 30. dubna 2013 – 3. června 2014            | Beslan Butba 13. června - 15. října 2014               |
| Ředitel personálního odboru                                 | Marina Ladarija 20. října 2011 – 22. října 2014        | Marina Ladarija 20. října 2011 – 22. října 2014        | Marina Ladarija 20. října 2011 – 22. října 2014        | Marina Ladarija 20. října 2011 – 22. října 2014        |
| Ministři vlády:                                             |                                                        |                                                        |                                                        |                                                        |
| Ministr obrany                                              | Mirab Kišmarija 11. října 2011 - 15. října 2014        | Mirab Kišmarija 11. října 2011 - 15. října 2014        | Mirab Kišmarija 11. října 2011 - 15. října 2014        | Mirab Kišmarija 11. října 2011 - 15. října 2014        |
| Ministr vnitra                                              | Otar Checija 20. října 2011 - 4. srpna 2014            | Otar Checija 20. října 2011 - 4. srpna 2014            | Otar Checija 20. října 2011 - 4. srpna 2014            | Raul Lolua 4. srpna - 15. října 2014                   |
| Ministr zahraničí                                           | Vjačeslav Čirikba 11. října 2011 – 17. října 2014      | Vjačeslav Čirikba 11. října 2011 – 17. října 2014      | Vjačeslav Čirikba 11. října 2011 – 17. října 2014      | Vjačeslav Čirikba 11. října 2011 – 17. října 2014      |
| Ministr spravedlnosti                                       | Jekatěrina Oniščenková 31. října 2011 – 17. října 2014 | Jekatěrina Oniščenková 31. října 2011 – 17. října 2014 | Jekatěrina Oniščenková 31. října 2011 – 17. října 2014 | Jekatěrina Oniščenková 31. října 2011 – 17. října 2014 |
| Ministr financí                                             | Vladimir Dělba 30. října 2011 – 17. října 2014         | Vladimir Dělba 30. října 2011 – 17. října 2014         | Vladimir Dělba 30. října 2011 – 17. října 2014         | Vladimir Dělba 30. října 2011 – 17. října 2014         |
| Ministr hospodářství                                        | David Iradyan 27. října 2011 - 15. října 2014          | David Iradyan 27. října 2011 - 15. října 2014          | David Iradyan 27. října 2011 - 15. října 2014          | David Iradyan 27. října 2011 - 15. října 2014          |
| Ministr daní a poplatků                                     | Rauf Cimcba 11. října 2011 - 15. října 2014            | Rauf Cimcba 11. října 2011 - 15. října 2014            | Rauf Cimcba 11. října 2011 - 15. října 2014            | Rauf Cimcba 11. října 2011 - 15. října 2014            |
| Ministr zemědělství                                         | Beslan Džopva 18. října 2011 - 15. října 2014          | Beslan Džopva 18. října 2011 - 15. října 2014          | Beslan Džopva 18. října 2011 - 15. října 2014          | Beslan Džopva 18. října 2011 - 15. října 2014          |
| Ministr školství                                            | Daur Načkebija 20. října 2011 - 15. října 2014         | Daur Načkebija 20. října 2011 - 15. října 2014         | Daur Načkebija 20. října 2011 - 15. října 2014         | Daur Načkebija 20. října 2011 - 15. října 2014         |
| Ministr kultury                                             | Badra Gunba 13. října 2011 - 15. října 2014            | Badra Gunba 13. října 2011 - 15. října 2014            | Badra Gunba 13. října 2011 - 15. října 2014            | Badra Gunba 13. října 2011 - 15. října 2014            |
| Ministr zdravotnictví                                       | Zurab Maršan 28. října 2011 - 15. října 2014           | Zurab Maršan 28. října 2011 - 15. října 2014           | Zurab Maršan 28. října 2011 - 15. října 2014           | Zurab Maršan 28. října 2011 - 15. října 2014           |
| Ministr práce a sociálních věcí                             | Olga Koltukovová 20. října 2011 - 15. října 2014       | Olga Koltukovová 20. října 2011 - 15. října 2014       | Olga Koltukovová 20. října 2011 - 15. října 2014       | Olga Koltukovová 20. října 2011 - 15. října 2014       |
| Ministr pro mimořádné situace                               | funkce neobsazena                                      | funkce neobsazena                                      | funkce neobsazena                                      | Lev Kvicinija 21. července - 17. října 2014            |
| Předsedové státních komisí:                                 |                                                        |                                                        |                                                        |                                                        |
| Státní komisař tradic                                       | Said Tarkil 14. října 2011 - 21. října 2014            | Said Tarkil 14. října 2011 - 21. října 2014            | Said Tarkil 14. října 2011 - 21. října 2014            | Said Tarkil 14. října 2011 - 21. října 2014            |
| Státní komisař pro nakládání s majetkem státu a privatizaci | Konstantin Kacia 28. října 2011 - 23. října 2014       | Konstantin Kacia 28. října 2011 - 23. října 2014       | Konstantin Kacia 28. října 2011 - 23. října 2014       | Konstantin Kacia 28. října 2011 - 23. října 2014       |
| Státní komisař rekreace a turistiky                         | Tengiz Lakerbaja 14. října 2011 - 15. října 2014       | Tengiz Lakerbaja 14. října 2011 - 15. října 2014       | Tengiz Lakerbaja 14. října 2011 - 15. října 2014       | Tengiz Lakerbaja 14. října 2011 - 15. října 2014       |
| Státní komisař mládeže a sportu                             | Šazina Avidzbová 28. října 2011 - 15. října 2014       | Šazina Avidzbová 28. října 2011 - 15. října 2014       | Šazina Avidzbová 28. října 2011 - 15. října 2014       | Šazina Avidzbová 28. října 2011 - 15. října 2014       |
| Státní komisař repatriace                                   | Zurab Adleiba 14. října 2011 - 18. dubna 2013          | Achmad Maršan 18. dubna - 14. června 2013              | Chrips Džopva 14. června 2011 - 21. října 2013         | Chrips Džopva 14. června 2011 - 21. října 2013         |
| Státní komisař ekologie a přírody                           | Roman Dbar 14. října 2011 - 21. října 2014             | Roman Dbar 14. října 2011 - 21. října 2014             | Roman Dbar 14. října 2011 - 21. října 2014             | Roman Dbar 14. října 2011 - 21. října 2014             |